# Cratere Rayadurg
Rayadurg  è un cratere sulla superficie di Marte.